# 深沢眞二
深沢 眞二（ふかさわ しんじ、1960年 - ）は、日本の国文学者。
山梨県甲府市生まれ。山梨県立甲府南高等学校卒業。1983年京都大学文学部国文科卒業、1988年同大学院博士課程満期退学。1989年国文学研究資料館助手、1993年和光大学人文学部講師、助教授、2007年准教授、表現学部教授。1991年柿衛賞受賞。2005年京都大学で文学博士取得。近世俳諧が専門。妻は深沢了子（のりこ、1965年 - 、聖心女子大学教授）。

## 著書
- 『なまずの孫 1ぴきめ』メロス楽譜 1996
- 『なまずの孫 2ひきめ』メロス楽譜 1999
- 『なまずの孫 3びきめ』メロス楽譜 2002
- 『風雅と笑い 芭蕉叢考』清文堂出版 2004
- 『「和漢」の世界 和漢聯句の基礎的研究』清文堂出版 2010
- 『連句の教室 ことばを付けて遊ぶ』平凡社新書 2013
- 『旅する俳諧師 芭蕉叢考 2』清文堂出版 2015

### 編著共編
- 『近世初期刊行連歌寄合書三種集成 索引篇』編著 清文堂出版 2005
- 『近世初期刊行連歌寄合書三種集成 翻刻・解説篇』編著 清文堂出版 2005
- 『おくのほそ道大全』楠元六男共編 笠間書院 2009
- 『芭蕉・蕪村春夏秋冬を詠む 春夏編』深沢了子共編 三弥井書店 三弥井古典文庫 2015
- 『芭蕉・蕪村春夏秋冬を詠む 秋冬編』深沢了子共編 三弥井書店 三弥井古典文庫 2016

## 論文
- 深沢真二「寛永期の和漢俳諧」『連歌俳諧研究』第1986巻第70号、俳文学会、1986年、13-30頁、doi:10.11180/haibun1951.1986.13、ISSN 03873269、CRID 1390001205361539072。
- 深沢眞二「『誹諧新式』の韻字の集」『連歌俳諧研究』第1988巻第74号、俳文学会、1988年、10-16頁、doi:10.11180/haibun1951.1988.10、ISSN 03873269、CRID 1390282680338263296。
- 深沢眞二「連歌の変奏」『連歌俳諧研究』第1996巻第90号、俳文学会、1996年、10-16頁、doi:10.11180/haibun1951.1996.10、ISSN 03873269、CRID 1390282680336962944。
- 深沢眞二「蛙はなぜ飛びこんだか : 「古池」句の成立と解釈」『雅俗』第6巻、雅俗の会、1999年1月、42-62頁、doi:10.15017/4741901、ISSN 1343-7577、CRID 1390293323872401152。
- 深沢眞二「ほととぎす・蓑虫・蛙（2002年度春期東洋学講座講演要旨）」『東洋学報』第84巻第2号、東洋文庫、2002年9月、184-186頁、ISSN 0386-9067、CRID 1050564288796465152。
- 深沢眞二「月見三句考」『連歌俳諧研究』第2003巻第105号、俳文学会、2003年、1-9頁、doi:10.11180/haibun1951.2003.105_1、ISSN 03873269、CRID 1390282680336940032。
- 深沢眞二「おくの風流 : 芭蕉発句叢考」『雅俗』第17巻、雅俗の会、2018年7月、2-16頁、doi:10.15017/4742066、ISSN 1343-7577、CRID 1390011848895705984。
- 深沢眞二「「風流の」歌仙注釈（上）」『表現学部紀要』第19巻、和光大学表現学部、2019年3月、115-128頁、ISSN 1346-3470、CRID 1050001202943303040。
- 深沢眞二「「風流の」歌仙注釈(下)」『表現学部紀要』第20巻、和光大学表現学部、2020年3月、112-101頁、ISSN 1346-3470、CRID 1050285299735718784。
- 深沢眞二「『葛の松原』の語る「古池」句について」『近世文藝』第116巻、日本近世文学会、2023年、1-14頁、doi:10.20815/kinseibungei.116.0_1、ISSN 0387-3412、CRID 1390294949471692672。